# Grand’Combe-Châteleu
Grand’Combe-Châteleu település Franciaországban, Doubs megyében. Lakosainak száma 1507 fő (2022. január 1.). Grand’Combe-Châteleu Montlebon, Les Combes, Les Gras, La Brévine, Le Cerneux-Péquignot, Morteau és Pays-de-Montbenoît községekkel határos.

## Népesség
A település népességének változása:
| Lakosok száma | 1112 | 1199 | 1301 | 1341 | 1432 | 1477 | 1489 | 1484 | 1499 | 1507 |
|               | 1968 | 1982 | 1990 | 2006 | 2013 | 2015 | 2017 | 2019 | 2020 | 2022 |